# Romolo Lazzaretti
Romolo Lazzaretti (Arcidosso, província de Grosseto, 17 de novembre de 1896 – 9 de juny de 1979) va ser un ciclista italià que fou professional entre 1922 i 1929. El seu germà Remo també fou ciclista professional.
Bon velocista, en el seu palmarès destaca una victòria d'etapa al Giro d'Itàlia de 1924 i la Cursa del XX de setembre del mateix any.

## Palmarès
- 1924
  - 1r a la Cursa del XX de setembre
  - Vencedor d'una etapa al Giro d'Itàlia

### Resultats al Giro d'Itàlia
- 1922. 9è de la classificació general
- 1923. 32è de la classificació general
- 1924. 18è de la classificació general. Vencedor d'una etapa
- 1926. 11è de la classificació general

### Resultats al Tour de França
- 1925. Abandona (1a etapa)